# Rio Hamaradia
O Rio Hamaradia é um rio da Romênia, afluente do Homorod, localizado no distrito de Braşov.